# Черниговско княжество
Черниговското княжество (на руски: Черниговское княжество; на украински: Чернігівське князівство) е едно от най-големите и най-могъщи княжества в рамките на Киевска Рус. За известно време княжеството е второ по мощ след Киевското. Княжеството е образувано през X век и запазва известна самостоятелност до XVI век. Регионите от Черниговското княжество са разположени в днешна Украйна, Беларус и Русия.

## Местоположение
По-голямата част от Черниговското княжество се намира на левия бряг на река Днепър, в басейните на реките Десна и Сейм. Княжеството е населено предимно със славянските племена сиверци и частично с днепровски поляни. По-късно територията на княжеството се разпростира към земите на радимичите и частично на вятичите и дреговичите. Столица на княжеството е град Чернигов, други големи градове са Новгород Северски, Стародуб, Трубчевск и Козелск. Владенията и влиянието на Черниговското княжество граничат с Муромско-Рязанската земя на север и с Тмутараканското княжество на югоизток.

## История
Според историческата хроника Повест за миналите времена преди XI век княжеството се управлява от местни племенни старейшини и воеводи от Киев, назначавани от великия княз на Киевска Рус да събират данък от местното население, да раздават правосъдие и да защитават земята от външни врагове.
През 1024 г. Мстислав Черниговски, син на Владимир Велики, пристига от Тмутаракан и установява властта си над Черниговското княжество. Мстислав определя река Днепър за граница между своите земи и тези на брат му Ярослав Мъдри. Това е първият документиран опит за установяване на владения чрез споразумение в земите на русите, а не чрез насилие. Разделянето на земята между братята остава стабилно, което е улеснено от огромните разстояния в региона, тъй като Мстислав се разширява на юг, докато Ярослав се отправя на север.
Мстислав започва да утвърждава Чернигов като един от най-важните административни центрове в региона, след което изгражда отбранителни съоръжения и разширява цитаделата. Изградени са укрепени стени със средна височина от 4 метра и дължина 2,5 km, огромни дори по стандартите на руснаците. След смъртта на Мстислав по време на лов през 1036 г. Ярослав Мъдри получава едноличната власт над Черниговското княжество, което управлява до 1054 г. Впоследствие синът му Светослав II Ярославович, който в крайна сметка ще бъде титулуван като велик княз Святослав, поставя началото на черниговския клон на Рюриковичите. По време на гражданската война на Ярославичите за Чернигов спорят синовете на Святослав и Всеволод. След смъртта на Святослав през 1076 г. на Любеческия събор е решено княжеството да владеят синовете на Святослав, Олег и Давид и техните потомци. Впоследствие княжеството получава известна степен на автономия.
По-късно княжеството е разделено на три основни уделни княжества: Черниговско, Новгород-Северско и Муром-Рязанско. Докато Тмутаракан поради отдалечеността си често бива оспорван и в крайна сметка е завладян от враговете, Муром, а по-късно и Рязанското княжество, се откъсват от влиянието на Чернигов и след известно време са подчинени от Владимирското княжество. Въпреки това влиянието на черниговските князе остава голямо и те запазват за известно време титлата велик княз на Киев. Чернигов е един от най-големите икономически и културни центрове на Киевска Рус.

## Списък на окръзи и градове
По-долу е даден списък на бившите окръзи и градове на Черниговското княжество:
- Белгород Киевски
- Брянск
- Чечерск
- Чернигов
- Глухов
- Гомел
- Карачев
- Козелск
- Курск
- Любеч
- Мешчовск
- Мглин
- Новгород Северски
- Новосил
- Орел
- Остьор
- Рязан
- Славгород
- Путивъл
- Речица
- Рилск
- Стародуб
- Трубчевск
- Белополье
- Елец